# Tulipa stapfii
Tulipa stapfii är en liljeväxtart som beskrevs av William Bertram Turrill. Tulipa stapfii ingår i släktet tulpaner, och familjen liljeväxter. Inga underarter finns listade.

## Bildgalleri

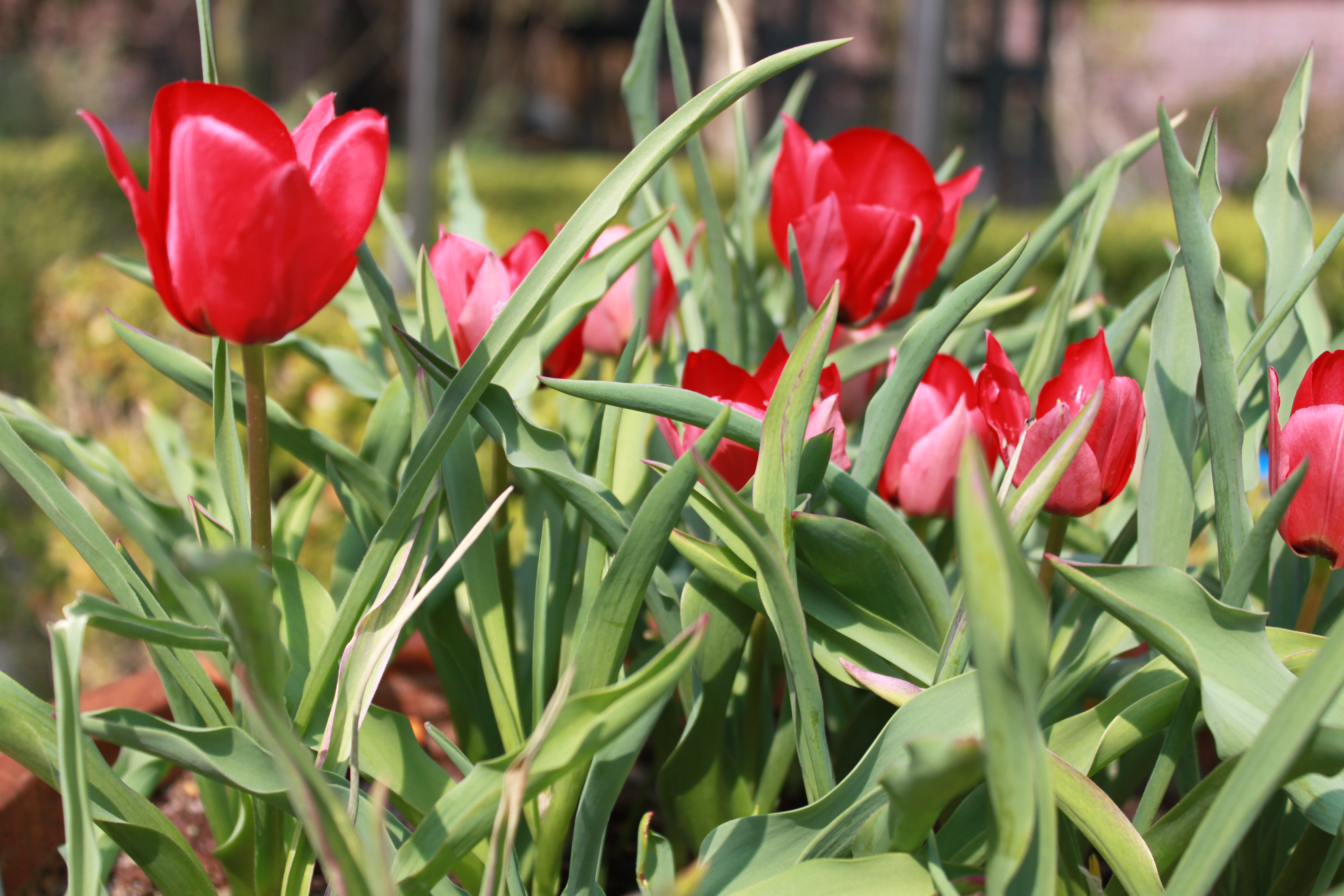